# Ahmad Badr ad-Din Hassun

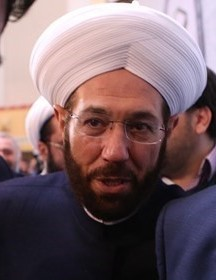
Ahmad Badr ad-Din Hassun (2016)

Ahmad Badr ad-Din Hassun (auch Ahmad Bader Eddin Hassoun oder Ahmed Badreddin Hassoun, arabisch أحمد بدر الدين حسون, DMG Aḥmad Badr ad-Dīn Ḥassūn, * 1949 in Aleppo) war von 2005 bis 2021 der Großmufti von Syrien.

## Leben
Hassun hat einen Abschluss in arabischer Literatur und promovierte in islamischer Rechtswissenschaft schāfiʿitischer Prägung an der al-Azhar-Universität in Kairo.
Hassun lehrte an unzähligen Schulen und predigte in verschiedenen Moscheen in der Provinz Aleppo. Obwohl Hassun keiner Partei angehörte, war er von 1990 bis 1998 Mitglied des syrischen Parlaments, wo er dem Ausschuss für auswärtige Angelegenheiten und Beratung angehörte. Zunächst wurde er 2. Mufti und schließlich 1. Mufti von Aleppo. Nach dem Tod seines Vorgängers Ahmad Kuftaru wurde Hassun auf dessen Wunsch hin von einem geistlichen Gremium zum Großmufti der Syrischen Arabischen Republik gewählt und von der syrischen Regierung verfassungsgemäß (Dekret 302 des Jahres 2005) bestätigt. Unabhängig von seiner Funktion als Großmufti bekleidet er als Vorsitzender des Fatwa-Rates ein weiteres sehr hohes Amt.
Hassun vertrat ursprünglich als liberal wahrgenommene Positionen. Seine Position verdeutlichte er bei Reden auf verschiedenen internationalen Konferenzen, unter anderem in Europa und Russland.
So verurteilte er Ehrenmorde als schwere Verbrechen, die wie jeder andere Mord behandelt werden müssten. Er gilt als Gegner des umstrittenen Artikel 548, der zur Legitimation von Ehrenmorden herangezogen wird. Aufgrund dieser Haltung ist seine Akzeptanz in der Bevölkerung jedoch eingeschränkt. Einigen gilt er nicht als „wahrer Muslim“; seine Ansichten würden sich nur nach denen der herrschenden Partei richten. Hassun kritisierte zudem Entführungen und Selbstmordanschläge im Irak.
Hassun war einer der 138 Unterzeichner des offenen Briefes Ein gemeinsames Wort zwischen Uns und Euch (engl. A Common Word Between Us & You), den Persönlichkeiten des Islam an „Führer christlicher Kirchen überall“ (engl. Leaders of Christian Churches, everywhere …) sandten (13. Oktober 2007). Er sprach 2008 vor dem Europäischen Parlament.
Im Bürgerkrieg in Syrien stellte sich Hassun auf die Seite des Präsidenten Baschar al-Assad. Am 10. Oktober 2011 wurde sein Sohn Saria (22) Opfer eines Attentates. Im März 2013 erließ er ein religiöses Dekret, in dem er „alle Mütter und Väter im Heimatland“ dazu aufrief, ihre Kinder in die Streitkräfte Syriens einzurücken, um eine Verschwörung ausländischer Feinde, darunter verräterische Araber, Zionisten und Westler, zu zerschlagen.